# サスカッチ・サンセット
『サスカッチ・サンセット』（原題：Sasquatch Sunset）は、2024年制作のアメリカ合衆国の冒険映画。
北アメリカの雄大な自然の中で暮らす4匹のサスカッチ（ビッグフット）の冒険をドキュメンタリータッチで描く。全編台詞はなく（うなり声のみ）、壮大かつシュールな映像と幻想的な音楽で描かれている。

## キャスト
- ライリー・キーオ
- ジェシー・アイゼンバーグ
- クリストフ・ザヤック＝デネク
- ネイサン・ゼルナー